# The Armstrong & Miller Show
The Armstrong & Miller Show é um programa de televisão de comédia britânica produzido pela Hat Trick Productions para a BBC One entre 2007 e 2010. Apresenta a dupla de humoristas Alexander Armstrong e Ben Miller.
A série recebeu uma indicação ao BAFTA de Melhor Programa de Comédia em 2007 antes de ganhar o prêmio em 2010.

## Episódios
| Temporadas | Episódios | Originalmente exibido                  |
| ---------- | --------- | -------------------------------------- |
| 1          | 7         | 26 de outubro – 14 de dezembro de 2007 |
| 2          | 6         | 16 de outubro – 27 de novembro de 2009 |
| 3          | 6         | 30 de outubro – 11 de dezembro de 2010 |